# 阿约蒂亚帕蒂纳姆
阿约蒂亚帕蒂纳姆（Ayothiapattinam），是印度泰米尔纳德邦Salem县的一个城镇。总人口9956（2001年）。

## 人口
该地2001年总人口9956人，其中男性5003人，女性4953人；0—6岁人口1077人，其中男540人，女537人；识字率66.85%，其中男性为74.96%，女性为58.67%。